# Рыболов (телеканал)
«Рыболов» — круглосуточный российский телеканал производства компании «Первый ТВЧ» для кабельного и спутникового вещания. Начал вещание 27 апреля 2007 года под названием «Весёлое ТВ», с 1 декабря 2009 года сменил название на «Охотник и рыболов», а в апреле 2020 — на «Рыболов». Основным содержанием канала являются передачи о доступной рыбалке.

## Структура эфира
В программах канала обзоры всех видов рыбалки из разных уголков России, секреты удачной ловли и практические советы от профессионалов, тест-драйвы снастей, мастер-классы для новичков и рыболовные реалити-шоу от зарубежных производителей.
Структура вещания канала представляет собой 24-часовой премьерный блок без повторов.

## Контент
85 % контента составляют российские программы, и 80 % — эксклюзивный контент.
- 65 % — познавательные программы
- 15 % — мастер-классы от профессионалов
- 10 % — тест-драйвы снастей

## Аудитория
70 % — мужчины, 30 % — женщины.
Возраст — 55+.

## Эксклюзивные проекты
Уже со старта в 2007 году зрителям канала были представлены эксклюзивные проекты, посвященные охотничье-рыболовным экспедициям по всему земному шару.

### Заказные программы
- «Главная охота». Ведущий программы — Валерий Кузенков, главный редактор журнала «Охота». Программа затрагивает основные темы охотминимума, которые обязан знать каждый охотник.
- «Главная рыбалка». Один из самых азартных рыболовов страны, президент Федерации рыболовного спорта России, почетный член АРОРС и ВОО, ведущий Станислав Радзишевский приглашает в студию профессионалов, чтобы обсудить наиболее интересные темы, связанные с рыбной ловлей.
- «Наши путешествия». Охотничье-рыболовные экспедиции по всему земному шару. Самые популярные и самые неизведанные регионы. Трофеи, о которых мечтает любой охотник и рыболов.
- «По клёвым местам». Эксперты программы исследуют российские водоемы в поиске наиболее «уловистых участков» с описанием видов рыб, обитающих в местных водах, и особенностями их ловли. Ведущие: Владимир Струев и Роман Бутузов.
- «Оружие». Ведущий программы Сергей Астахов.
- «Профессиональная рыбалка». Ведущий программы Александр Дунаев.
- «Подводный мир». Ведущий программы подводный охотник, актёр и режиссёр Александр Кочубей.
- «Охотничьи истории». Любой мало-мальски опытный охотник может рассказать целую кучу историй, случившихся с ним во время странствий по охотничьим угодьям. О том, как был добыт первый в жизни трофей, как пришлось половину ночи просидеть на вышке под занудливый писк комаров, а потом метким выстрелом сразить вышедшего на кормёжку секача. Или как сложно в лесу в полной темноте найти глухариный ток, подойти, увидеть, и сделать прицельный выстрел по лесному «отшельнику-петуху».
- «Один на реке». Роман Шкловский — ведущий, он же оператор, режиссёр и главное действующее лицо отправляется в рыболовное путешествие по реке. Он совершенно один. У него нет помощников, только лодка, палатка, удочка и две камеры. Ему приходится самому выстраивать планы, и снимать с двух точек.
- «Звезда на крючке». Суть проекта: известные персоны искусства, спорта и политики беседуют о своих достижениях в неформальной обстановке — с удочкой у водоема. В первом сезоне снялись[1]: Михаил Самохвалов, Алексей Весёлкин, Игорь Ливанов, Николай Денисов, Антон Эльдаров, Роман Ладнев, Владимир Антоник, Константин Спасский и Светлана Ишмуратова. И в прямом смысле, звезды «попадаются на крючок»[2]. Ведущие программы Александр Гаврилин и Андрей Гриневич.

### Программы собственного производства
- «В курсе дела». С 31 июля 2010 на канале «Охотник и рыболов» стартовал эксклюзивный проект — еженедельный информационный гид «В курсе дела». Новости, сроки открытия охоты, постановления правительства и законные нормативы, соревнования и турниры, разная полезная информация для любителей охоты и рыбалки.

## Участие канала в выставках и мероприятиях

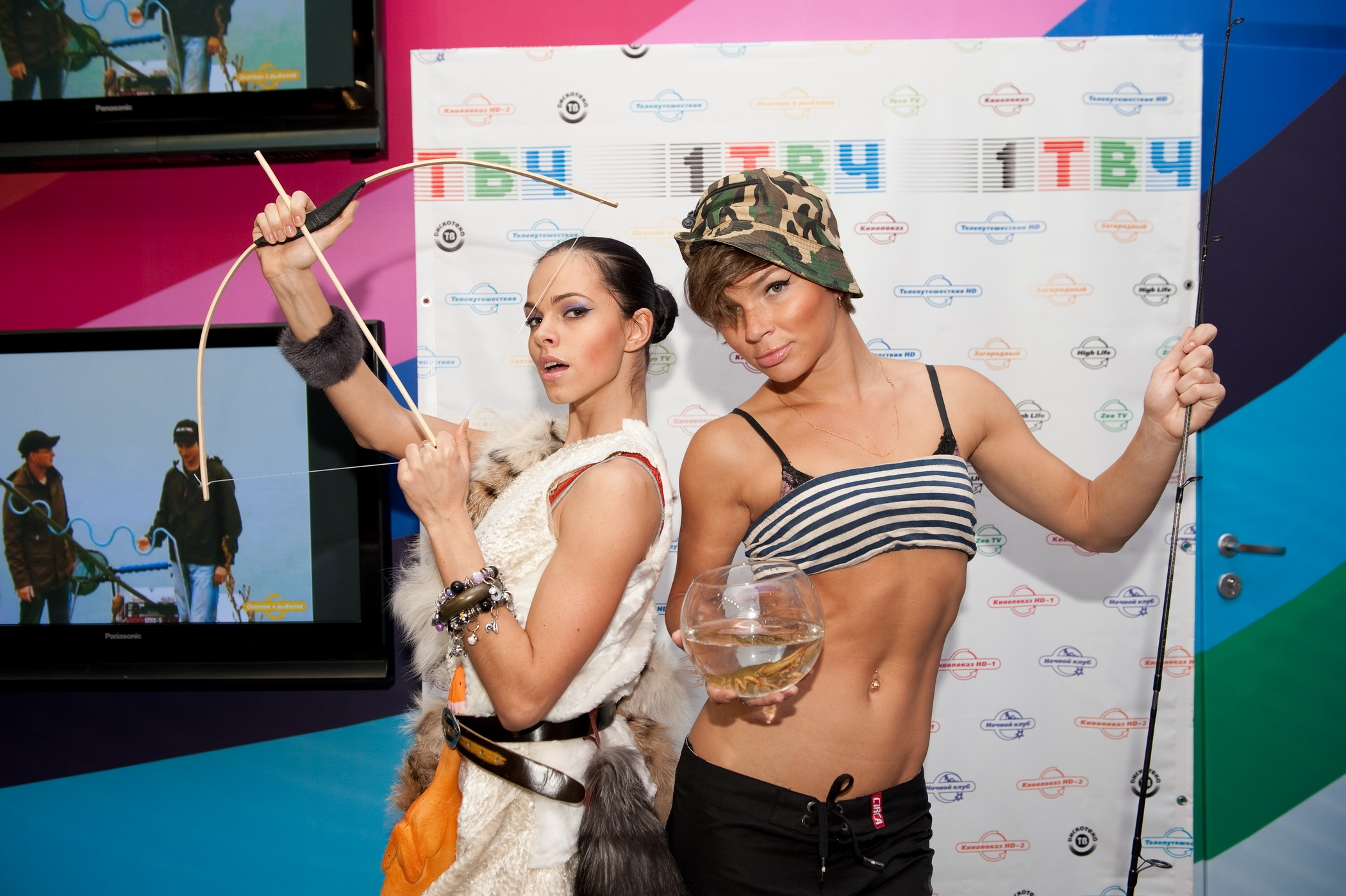
Презентация телеканала «Охотник и рыболов» на XIII международной выставке CSTB-2011 (Москва)

## Участие канала в выставках и мероприятиях[3]

### 2010
- с 9 по 12 апреля 2010 телеканал «Охотник и рыболов» принял в выставке «Рыбалка и охота на Волге. Активный отдых и туризм» в Самаре.
- с 15 по 18 апреля 2010 телеканал «Охотник и рыболов» принял в выставке Четвертой межрегиональной выставке-ярмарке товаров и услуг для охоты и рыболовства «Охотник и рыболов» в Выставочном центре «Пермская ярмарка».
- c 15 по 17 апреля 2010 телеканал «Охотник и рыболов» принял в выставке в Восьмой Специализированной выставке-ярмарке «Охота и рыбалка» в г. Петрозаводск.
- c 20 по 22 апреля 2010 телеканал «Охотник и рыболов» принял в выставке в специализированной межрегиональной выставке «Охота и рыбалка на Нижней Волге» в Волгограде.
- c 25 по 28 мая 2010 телеканал «Охотник и рыболов» принял в выставке «Охота. Рыболовство» («Сибэкспоцентр» г. Иркутск).
- 29 мая 2010 телеканал «Охотник и рыболов» стал информационным спонсором Кубка «Русская рыбалка» TROUT TROPHY 2010 по спортивной ловле форели на спиннинг, посвященному дню основания города Санкт-Петербурга.
- с 17-18 июля 2010 телеканал «Охотник и рыболов» стал информационным спонсором личных соревнований по ловле рыбы со спиннингом с лодок (Открытый Кубок Ленобласти на призы ЛООиР (Ленинградское общество охотников и рыболов). (Большие Раковые озера, Выборгский р-н Ленинградской области).
- с 20 по 22 августа 2010 телеканал «Охотник и рыболов» принял в выставке-ярмарке «Охота и рыбалка в Карелии», приуроченной к Международному Фестивалю по ловле хищных рыб на искусственные приманки с лодок в пресной воде на озере Янисъярви «Заячье озеро 2010». (г. Сортавала, республика Карелия).
- 25 сентября 2010 телеканал «Охотник и рыболов» стал информационным партнером соревнования по ловле форели спиннингом с берега "Осенний кубок «Русской Рыбалки» 2010.(Санкт-Петербург).
- 2-3 октября 2010 телеканал «Охотник и рыболов» стал информационным партнером международного фестиваля «Нахлыст без границ». (Санкт-Петербург).
- 12-14 октября 2010 телеканал «Охотник и рыболов» информационным спонсором выставки «Рыболов. Охотник». (г. Казань).

### 2011
- 1-3 февраля 2011 телеканал «Охотник и рыболов» участвовал в XIII международной выставке CSTB-2011 (г. Москва)
- телеканал «Охотник и рыболов» стал партнёром[4] выставки товаров для рыбалки Fish & Rod Fair, которая прошла 5-7 марта в экспо-центре «Гарден-сити» в Санкт-Петербурге.
- 11 по 13 марта в Санкт-Петербурге в выставочном комплексе «Стачек 47» прошла II Специализированная выставка-ярмарка «Народный маломерный флот». Телеканал «Охотник и рыболов» стал информационным партнёром выставки[5].
- 14-17 апреля в Ростове-на-Дону прошла выставка «Охота. Рыболовство». Телеканал «Охотник и рыболов» стал[6] информационным партнером.

### 2012
- 13 мая 2012 на берегах Южного пруда Крестовского острова Санкт-Петербурга состоялся VI Международный Турнир по спортивной ловле форели спиннингом RUSSIAN FISHING TROUT TROPHY 2012. Телеканал «Охотник и рыболов» стал генеральный информационный спонсором турнира[7].
- Телеканал «Охотник и рыболов» стал информационным спонсором Кубка по спортивной рыбалке NoLimit Electronics 2012[8], который стартует в Ростове-на-Дону 15 июня. Промежуточные этапы прошли в Красноярске[9], Уфе, Нижнем Новгороде, и закончился Кубок 28 сентября финальным этапом в Астрахани.
- Одним из ярких мероприятий лета 2012 года стал Кубок телеканал «Охотник и рыболов», прошедший 16 — 17 июня в Ленинградской области[10].
- Телеканал «Охотник и рыболов» стал информационным спонсором турнира «Pro Anglers League»[11]. Промежуточные этапы прошли на Саратовском (18 — 24 июня 2012 года), Рыбинском (23 — 29 июля 2012 года) водохранилищах. Финал состоялся 20 — 26 августа 2012 года на Угличском водохранилище.

## Фотографии

### Турнир «Русская рыбалка» Trout trophy IV (Санкт-Петербург)

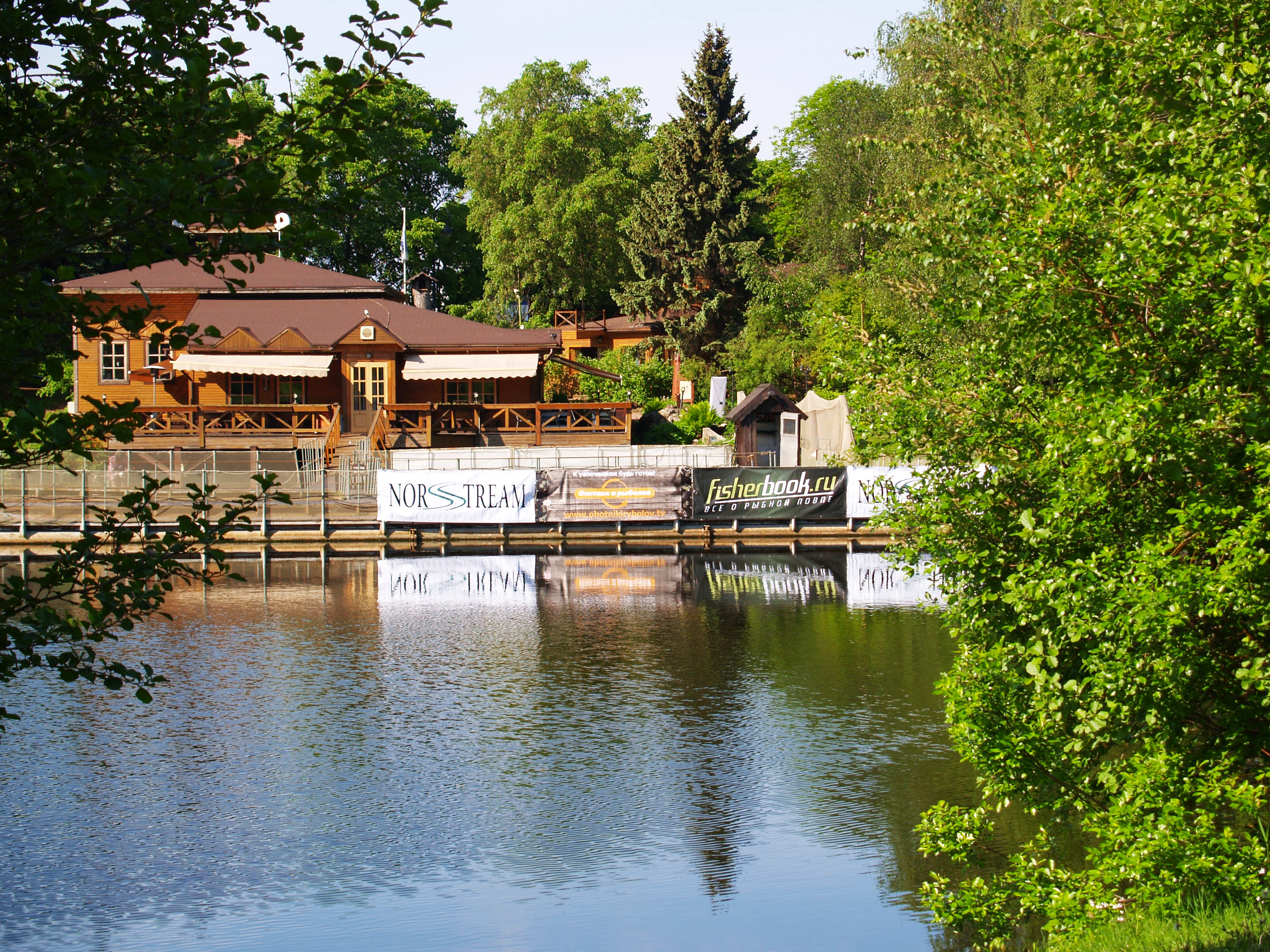
"Южный пруд" Ресторан Русская Рыбалка
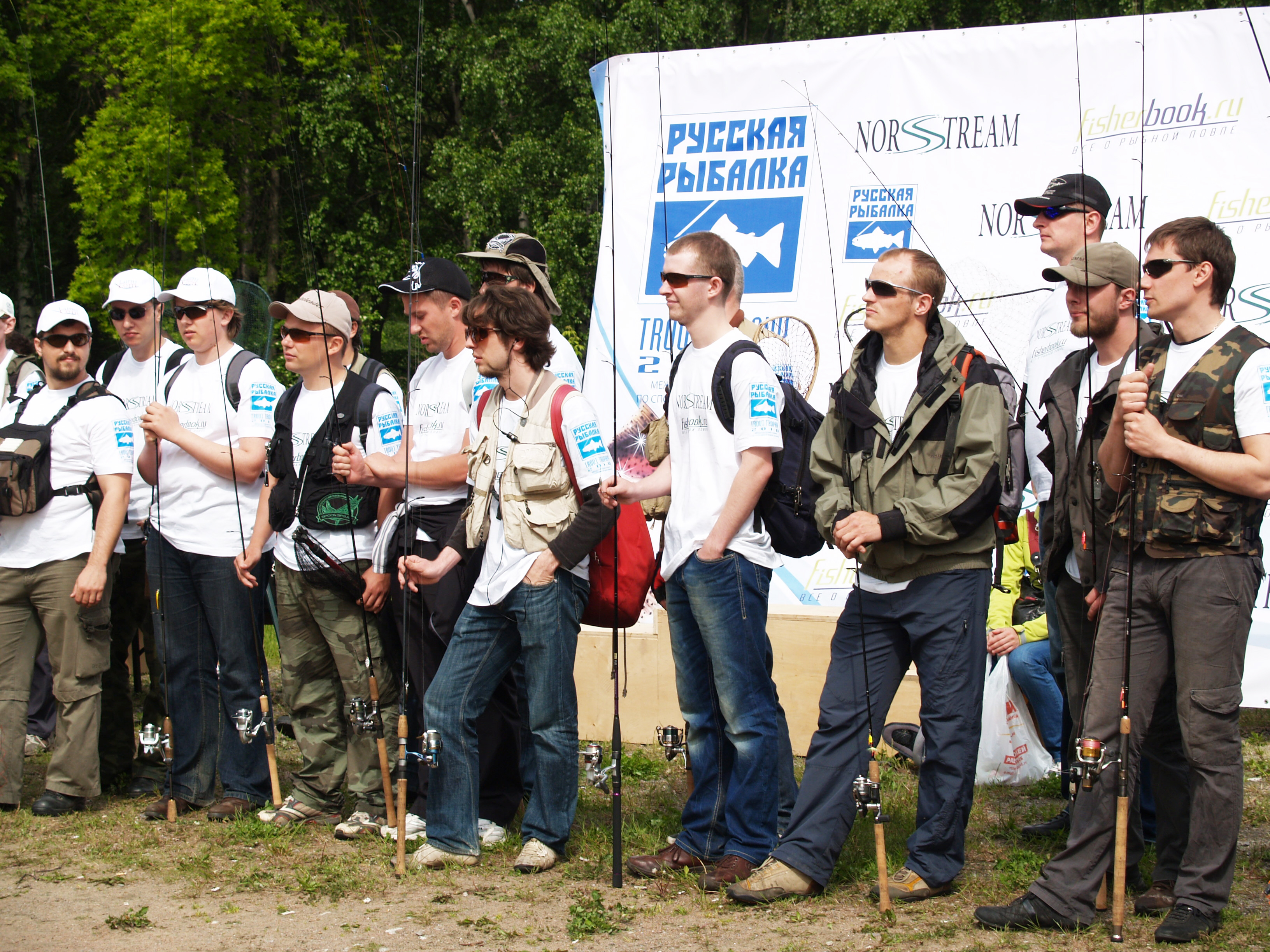
Участники Ежегодного Международного Турнира по спортивной ловле форели на спиннинг RUSSIAN FISHING TROUT TROPHY (построение)
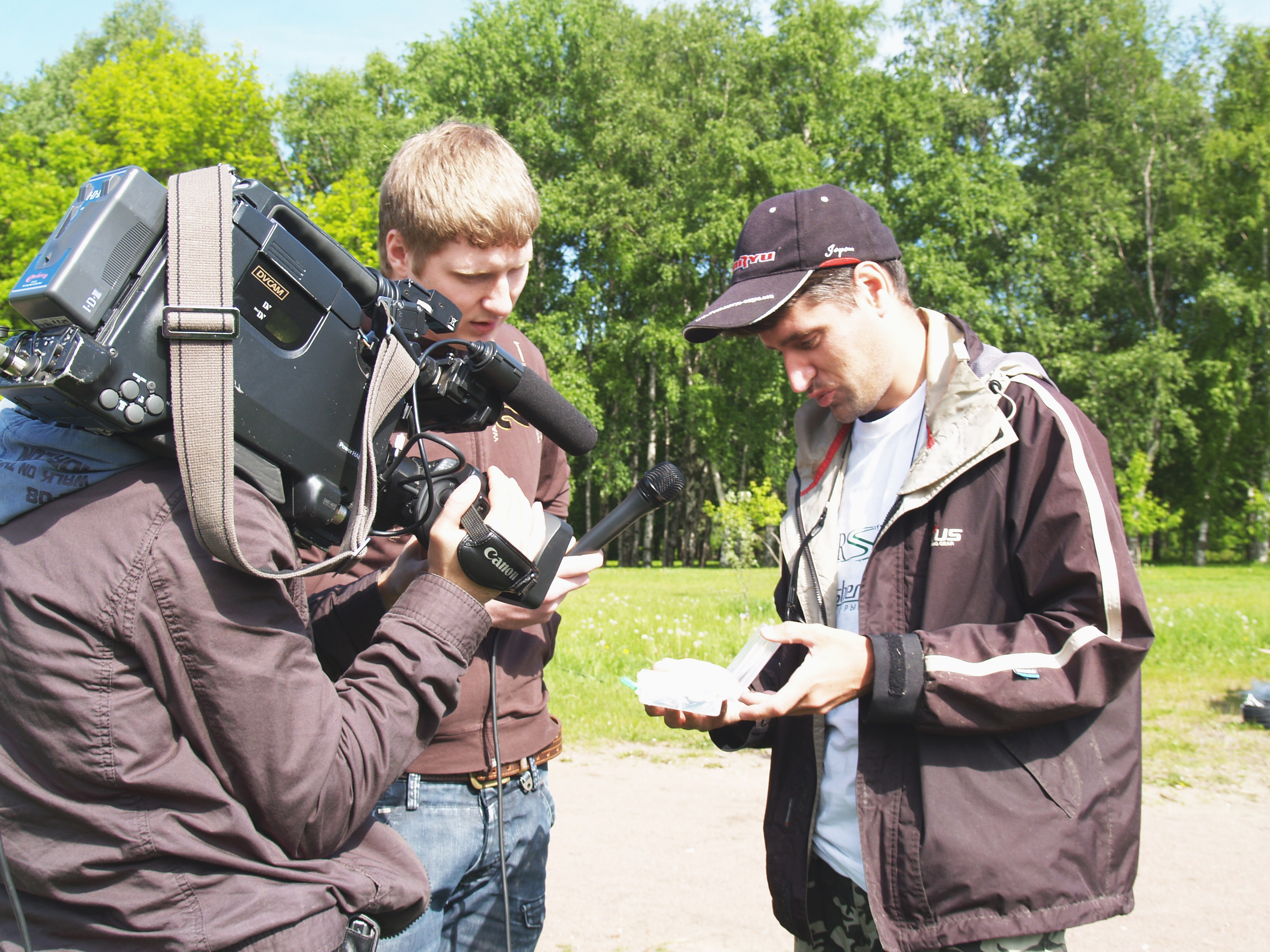
Интервью перед началом соревнований у участника
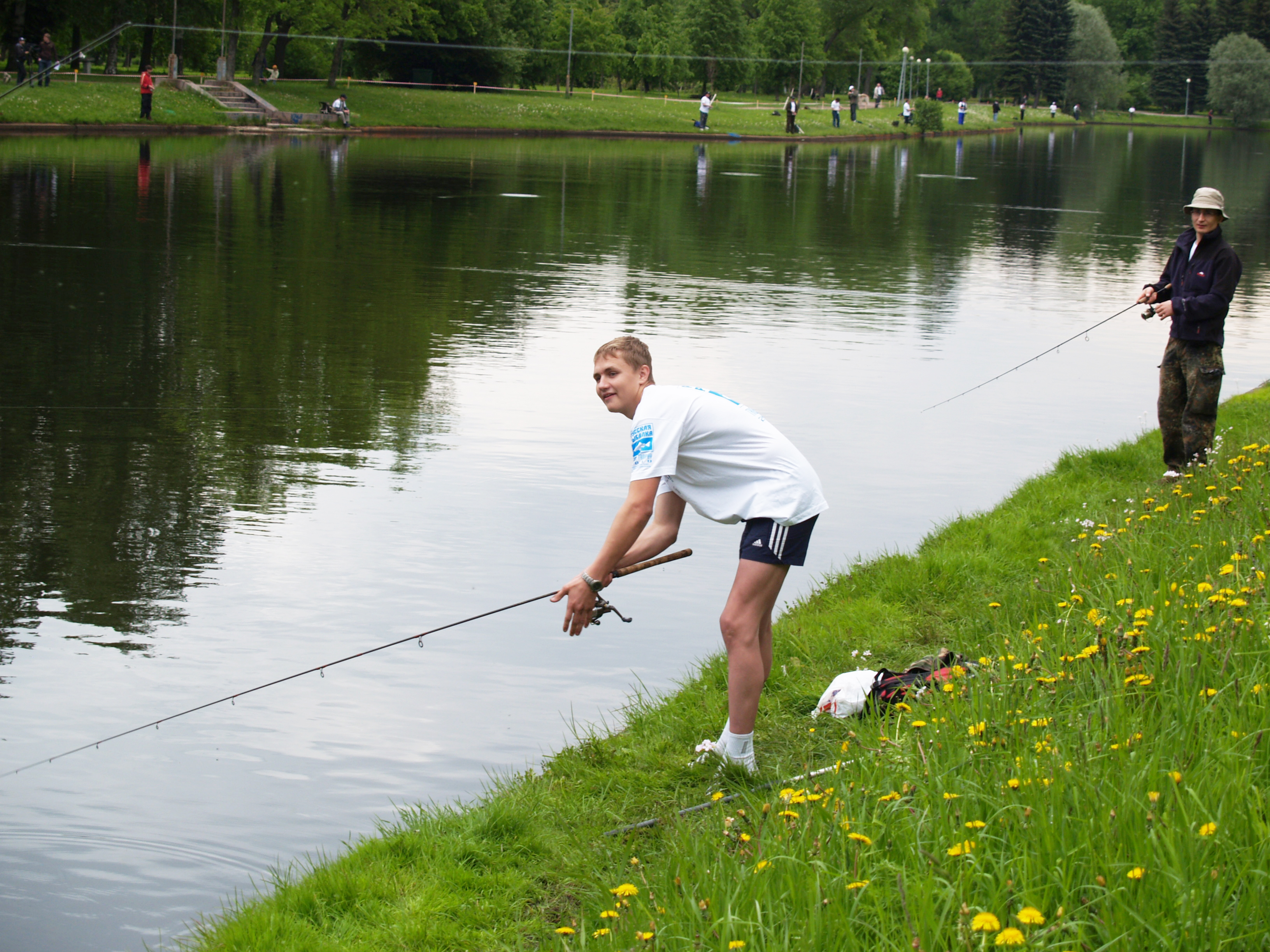
Дан старт соревнованиям. Первые забросы.
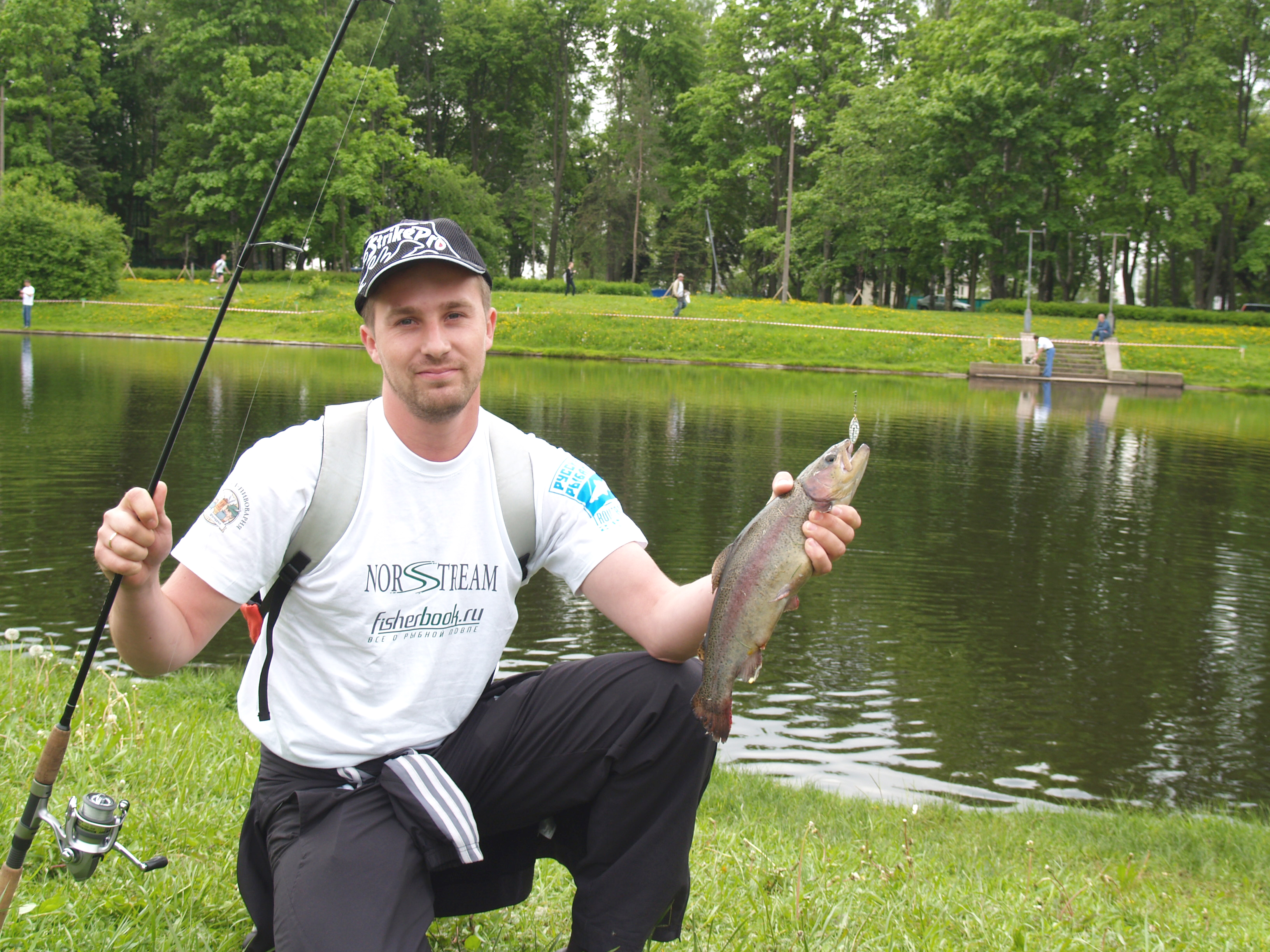
Первый улов
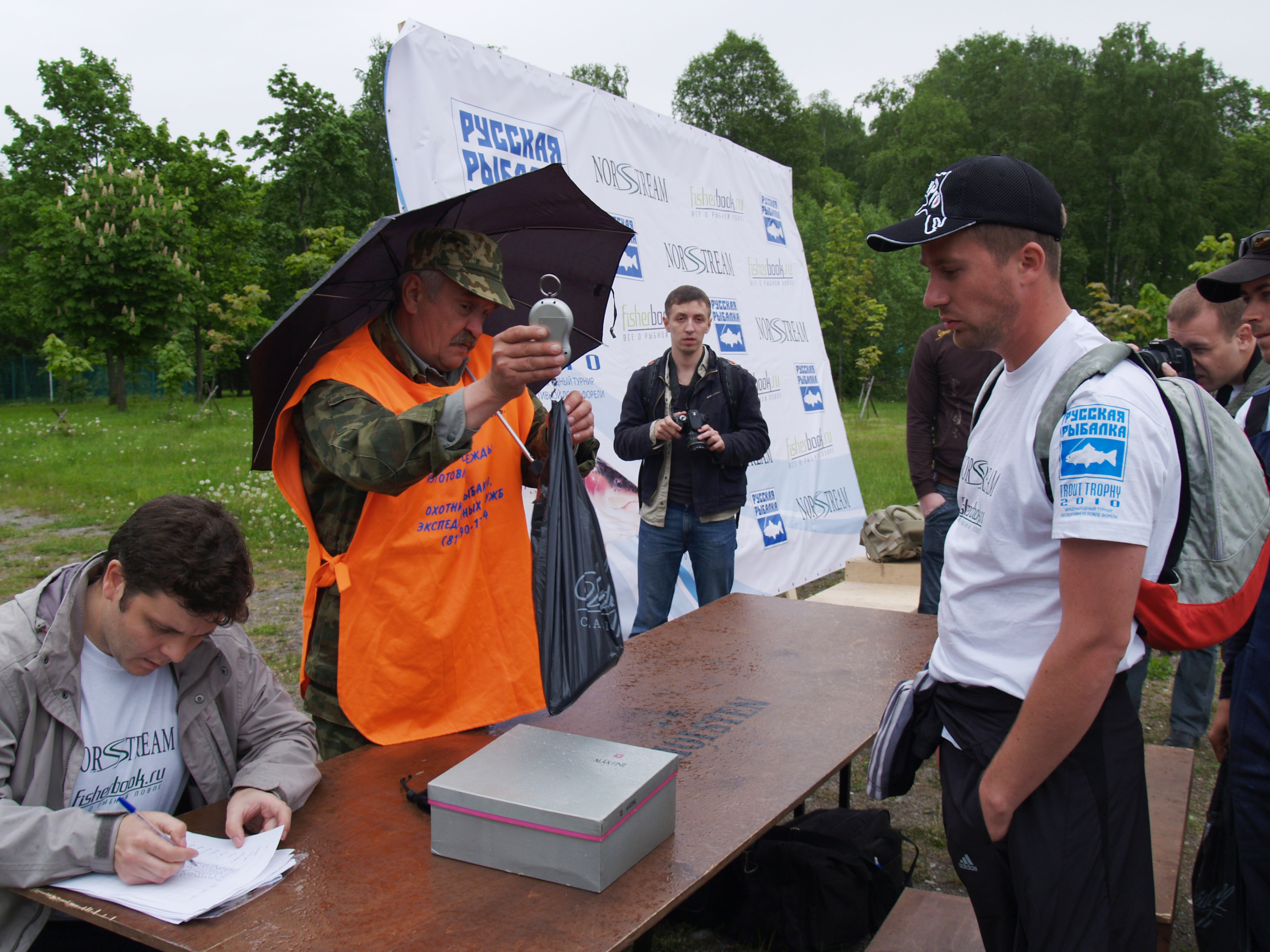
Процесс взвешивания улова